# Agelaioides badius
Agelaioides badius là một loài chim trong họ Icteridae.

## Hình ảnh

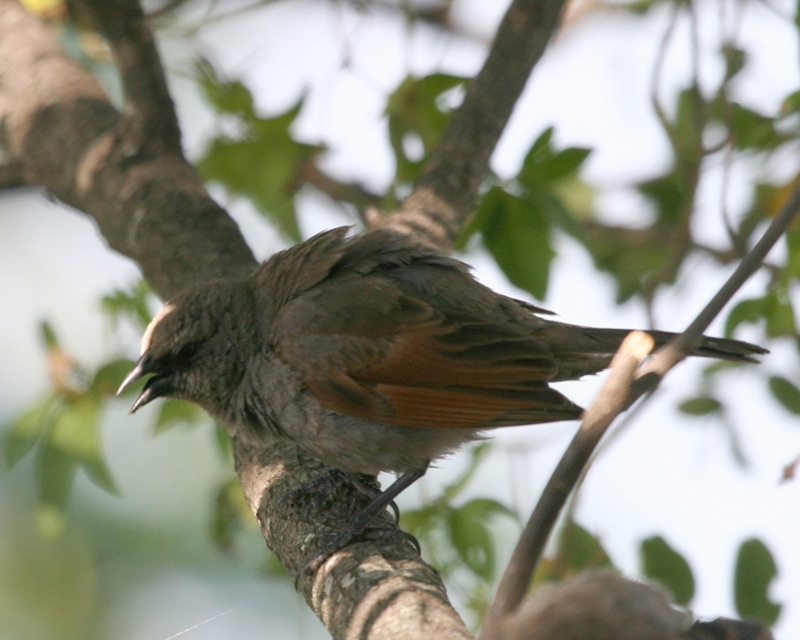
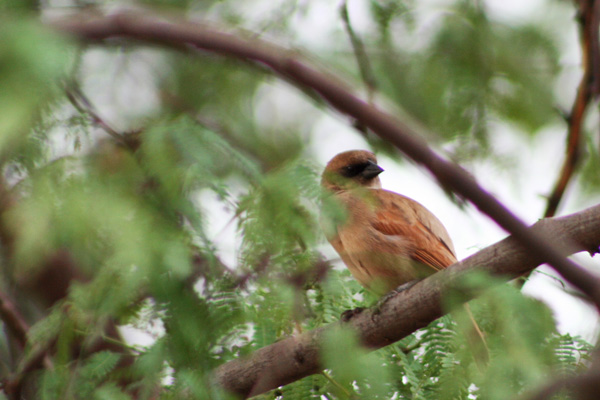